# Cai Shen

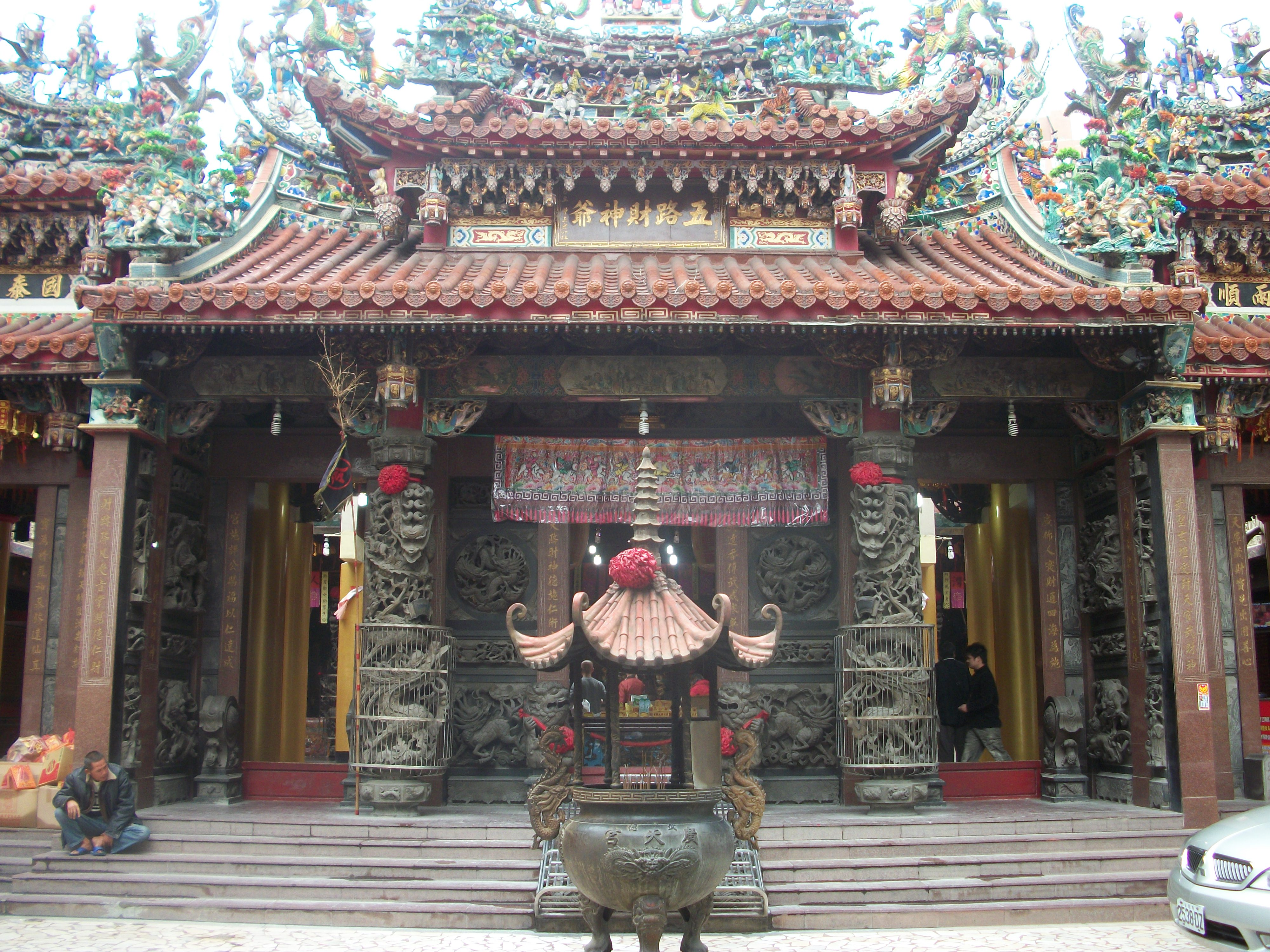
Templo de Cai-Shen en Taiwán, Dakengkou en Ciudad Taichung.

Caishen o Cai Shen (en chino tradicional, 財神; en chino simplificado, 财神; literalmente, ‘Dios de la Riqueza’) es el dios chino de la prosperidad adorado en la religión tradicional china y en el Taoísmo. Se le puede referir como Zhao Gongming (Chao Kung-ming) o Bigan (Pi-kan).
Un gran templo de Caishen se ha construido en la década de 2000 en Zhouzhi, Xi'an, Shaanxi.
El nombre de Cai Shen se invoca con frecuencia durante las celebraciones del Año Nuevo Chino.
Lo representan a menudo montando un tigre negro y portando una barra de oro. 
También se puede representar con un instrumento de hierro capaz de convertir la piedra y el hierro en oro.
A veces se le confunde con Fu Xing, uno de los Fushoulu.

## Personaje histórico
Circulan varias versiones de la afiliación política y la posterior deificación de Cai Shen. No está claro si se trata de un personaje histórico real, aunque la gran mayoría de los relatos coinciden en que Cai Shen vivió a principios de la dinastía Qin. Lo más probable es que representa la fusión de varias leyendas heterogéneas,  siendo la de Bigan la más antigua. 
Se cree que Bigan tenía una esposa con el apellido Chen (陈) (Chan en cantonés y Chin en Hakka). Su hijo es Quan (泉). Después Bigan fue condenado a muerte por su sobrino el rey Zhou de Shang, la esposa y el hijo de Bigan escaparon hacia el bosque. Su muerte marcó el eventual colapso de la dinastía Shang. Más tarde, Quan fue honrado como el ancestro de todos los Lin por el rey Wu de Zhou.

## En el Budismo
Aunque Cai Shen empezó como un héroe popular chino, después deificado y venerado por los seguidores y admiradores locales, el taoísmo y el budismo de la Tierra Pura también llegaron a venerarlo como un dios. También ha entrado en el panteón del budismo tibetano en el que se venera como Jambhala.

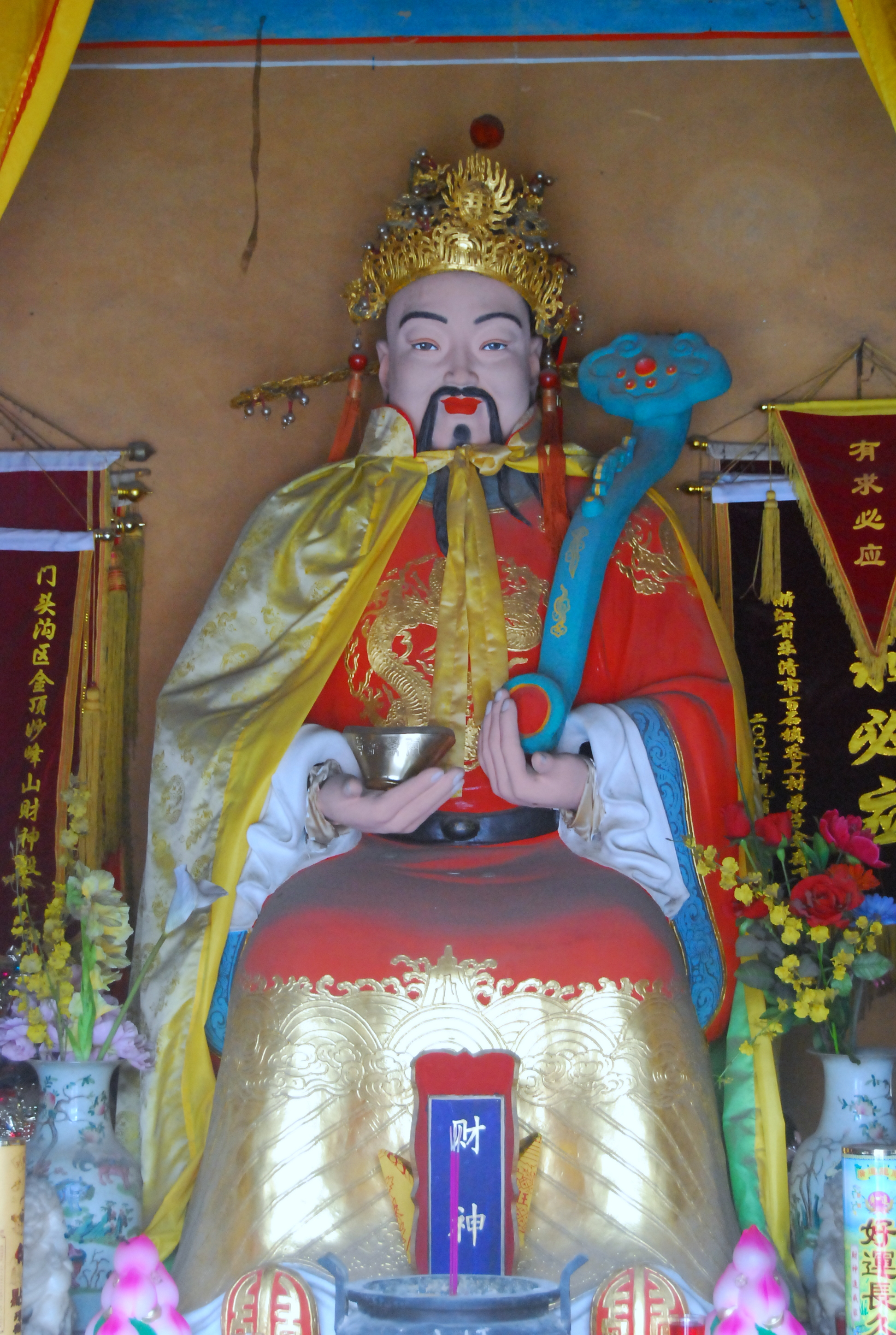
Representación de Cai Shen.
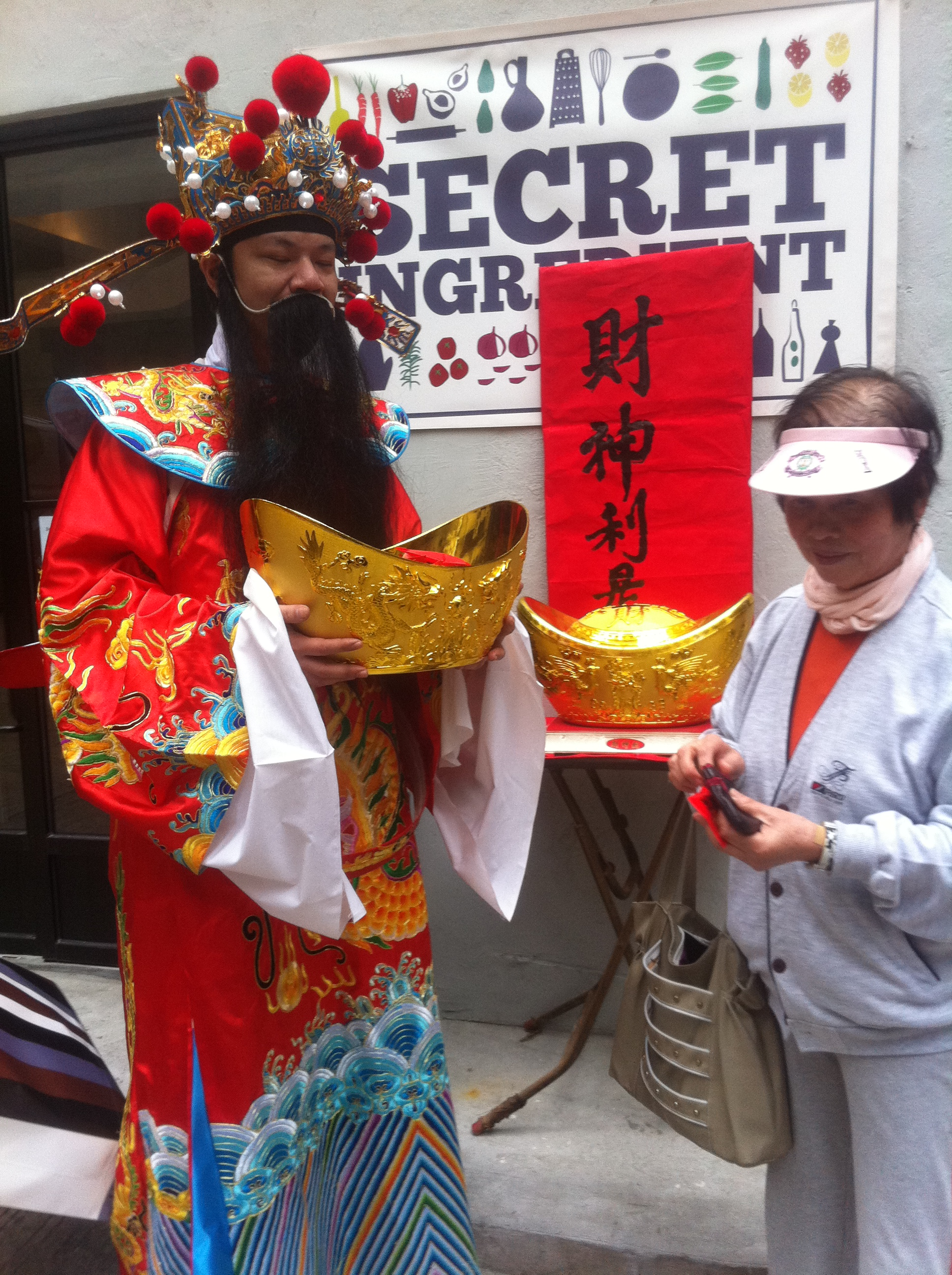
Sheung Wan.